# Terje Breivik

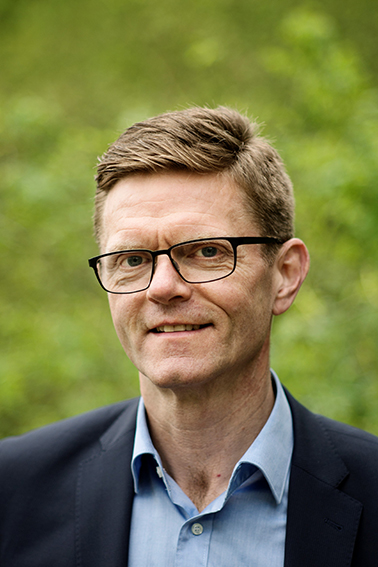
Terje Breivik, 2017

Terje Breivik (* 24. März 1965) ist ein norwegischer Politiker der sozialliberalen Venstre. Von 2012 bis 2020 war er zweiter stellvertretender Vorsitzender seiner Partei, von 2013 bis 2021 war er Abgeordneter im Storting.

## Leben
In den Jahren 1987 bis 2003 saß Breivik im Kommunalparlament von Ulvik. Dabei fungierte er zwischen 1995 und 2001 als Bürgermeister des Ortes. Von 2000 bis 2012 war Breivik als Generalsekretär der Venstre-Partei tätig. Anschließend wurde er zweiter stellvertretender Vorsitzender. Im selben Jahr wurde er Weltmeister bei der Seniorenweltmeisterschaft in der Freistildisziplin der zehn Kilometer Skilanglauf.
Breivik zog bei der Parlamentswahl 2013 erstmals in das norwegische Nationalparlament Storting ein. Dort vertrat er den Wahlkreis Hordaland und wurde zunächst Mitglied im Finanzausschuss. Nach der Wahl 2017 war er zudem Teil des Familien- und Kulturausschusses. Beide Mitgliedschaften endeten im Januar 2018 und Breivik wechselte in den Arbeits- und Sozialausschuss, wo er bis Januar 2020 verblieb. Anschließend ging er in den Kontroll- und Verfassungsausschuss über. Im Januar 2018 übernahm er den Posten als Fraktionsvorsitzender der Venstre-Gruppierung.
Im September 2020 wurde er nicht erneut zum stellvertretenden Vorsitzenden seiner Partei gewählt und Abid Raja übernahm diesen Posten. Bei der Stortingswahl 2021 kandidierte er nicht erneut für einen Sitz im Parlament. In der Folge schied er im Herbst 2021 aus dem Storting aus.

## Positionen
Breivik gehört in der Venstre-Partei zu den Gegnern einer Zusammenarbeit mit der rechten Fremskrittspartiet (FrP). Er sprach sich nach der Parlamentswahl 2017 gegen den schließlich im Januar 2018 vollzogenen Beitritt zur Regierung Solberg aus.